# Cryptocentrus leonis
Cryptocentrus leonis — вид риб з родини Gobiidae. Поширені в західній Пацифіці, а саме у Південно-Китайському морі. Демерсальна, морська тропічна риба.